# Chapelle Sainte-Jeanne-d'Arc
Chapelle Sainte-Jeanne-d'Arc är ett kapell i Paris, helgat åt den heliga Jeanne d'Arc (1412–1431). Kapellet är beläget vid Avenue Reille i Quartier du Parc-de-Montsouris i fjortonde arrondissementet. Kapellet uppfördes åren 1911–1913 efter ritningar av Édouard Bérard, men det konsekrerades inte förrän 1964.

## Bilder
| - Glasmålning föreställande den heliga Elisabet av Thüringen. |

## Omgivningar
- Sainte-Anne de la Butte-aux-Cailles
- Jardin Marie-Thérèse-Auffray
- Place Eugène-Claudius-Petit
- Impasse Reille

## Kommunikationer
- Tunnelbana – linje  – Glacière
- Busshållplats La Sibelle – Paris bussnät

### Webbkällor
- ”Chapelle Sainte-Jeanne-d'Arc” (på franska). Observatoire du Patrimoine Religieux. Arkiverad från originalet den 15 november 2023. https://archive.md/KGIbT. Läst 15 november 2023.
- ”Centenaire de la Chapelle Ste Jeanne d’Arc à Paris” (på franska). Franciscaines Missionnaires de Marie. 18 oktober 2013. Arkiverad från originalet den 15 november 2023. https://archive.ph/IGk1W. Läst 15 november 2023.